# Toto (pel·lícula)
Toto és una pel·lícula de comèdia francesa de 1933 dirigida per Jacques Tourneur i protagonitzada per Albert Préjean, Renée Saint-Cyr i Félix Oudart. Va ser rodat als Estudis de Joinville de Pathé a París. Els decorats de la pel·lícula van ser dissenyats pel director d'art Jacques Colombier.

## Sinopsi
Un jove bala perduda es converteix en un home honest a través de l'amor.

## Repartiment
- Albert Préjean com a Toto
- Renée Saint-Cyr com a Ginette
- Robert Goupil com a Carotte
- Félix Oudart com l'agent
- Jim Gérald com a Bruno
- Mercédès Brare com a Miss Concursant d'Ocasió
- Gabrielle Fontan com a La patrona
- Édouard Francomme com a presoner
- Anthony Gildès com a president del jurat
- Pierre Juvenet com a presentador del concurs
- Ginette Leclerc com a La Doneta